# ТЕС Актюбінського рейкобалкового заводу
50°23′30″ пн. ш. 57°5′25″ сх. д. / 50.39167° пн. ш. 57.09028° сх. д.
ТЕС Актюбінського рейкобалкового заводу — теплова електростанція на заході Казахстану. 
У 2016-му в місті Актобе почав роботу металопрокатний завод, для забезпечення потреб якого в 2015-му ввели в дію власну електростанцію потужністю 38,9 МВт. Вона використовує чотири генераторні установки на основі двигунів внутрішнього згоряння від фінської компанії Wartsila типу 20V34SG потужністю по 9,73 МВт. 
Як паливо станція використовує природний газ, що надходить до Актобе по трубопроводах Жанажол – Актобе та Красний Октябрь – Актобе.